# Маківка (гора)
Ма́ківка — гора у Високому Бескиді, за 8 км на північ від Славська. Висота — 958 м.

## Історія
Місце запеклих боїв 29 квітня — 4 травня 1915 року легіону Українських Січових Стрільців (семи сотень першого та другого куренів у складі 55-ї піхотної австрійської дивізії Ігнаці фон Фляйшмана) з російськими військами генерала Альфтана, що мали кількісну перевагу.

## Меморіал
У 1920-х роках члени УВО, а згодом ОУН започаткували встановлення хрестів полеглим за волю України поблизу центральної вершини Маківки. У 1930-х українська молодь розпочала масові паломництва на «горбочок» на Маківці.
|  | На тім майже 1000 метровім шпилі між Тухлею і Головецьком висипали могили 34 юнакам–героям. Ці могили це наш перший військовий цвинтар. На Маківці повинен станути величавий пам’ятник, гідний жертви героїв, що там спочивають, а сама Маківка повинна стати прощею для земляків–патріотів. Поки що Філія Т–ва Охорони Воєнних Могил у Сколім, на спілку з матірнім Т–во–м, помістять у церкві в Грабівці Скільськім (сільці біля підніжжя Маківки) пам’ятну металеву таблицю з іменами похованих на Маківці УСС |

У 1998—1999 цвинтар Січових Стрільців було відбудовано: встановили 50 хрестів на могилах січовиків та один пам'ятник на честь тих січовиків, яких ідентифікувати не вдалося.